# Troisième législature du Parlement européen
législature du Parlement européen de 1989 à 1994
25 juillet 1989 - 18 juillet 1994
(4 ans, 11 mois et 23 jours)
2e législature 4e législature
La troisième législature du Parlement européen a été élue lors des élections de 1989 et a duré jusqu'aux élections de 1994.

## Événements majeurs
- 15-18 juin 1989
  - Élections européennes de 1989.

- 25 juillet 1989
  - Première réunion (session constitutive) de la cinquième législature du parlement.
  - Enrique Barón est élu Président du Parlement européen[1].
- 1992
  - Traité de Maastricht[2]

- 14 janvier 1992
  - Egon Klepsch est élu Président du Parlement européen[3].
- 1er janvier 1993
  - La commission Delors III[4] rentre en fonction, elle fut la première commission de l'Union européenne, instituée par le Traité de Maastricht. Il fut décidé de limiter ses fonctions à 1995, pour que son mandat coïncide par la suite avec celui du Parlement européen.
- 1er novembre 1993
  - Entrée en vigueur du traité de Maastricht.

## Président du Parlement européen

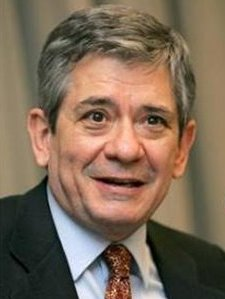
Enrique Barón, président du Parlement européen, du 25 juillet 1989 au 13 janvier 1992.
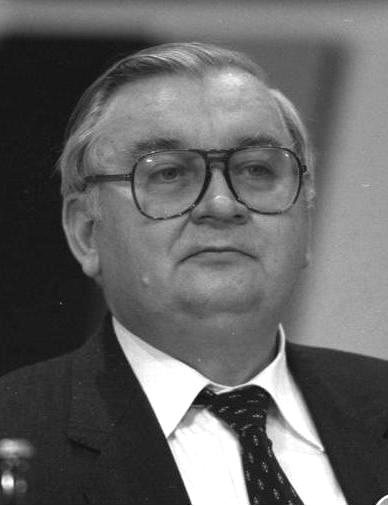
Egon Klepsch, président du Parlement européen, du 14 janvier 1992 au 18 juillet 1994.

## Président de la Commission européenne

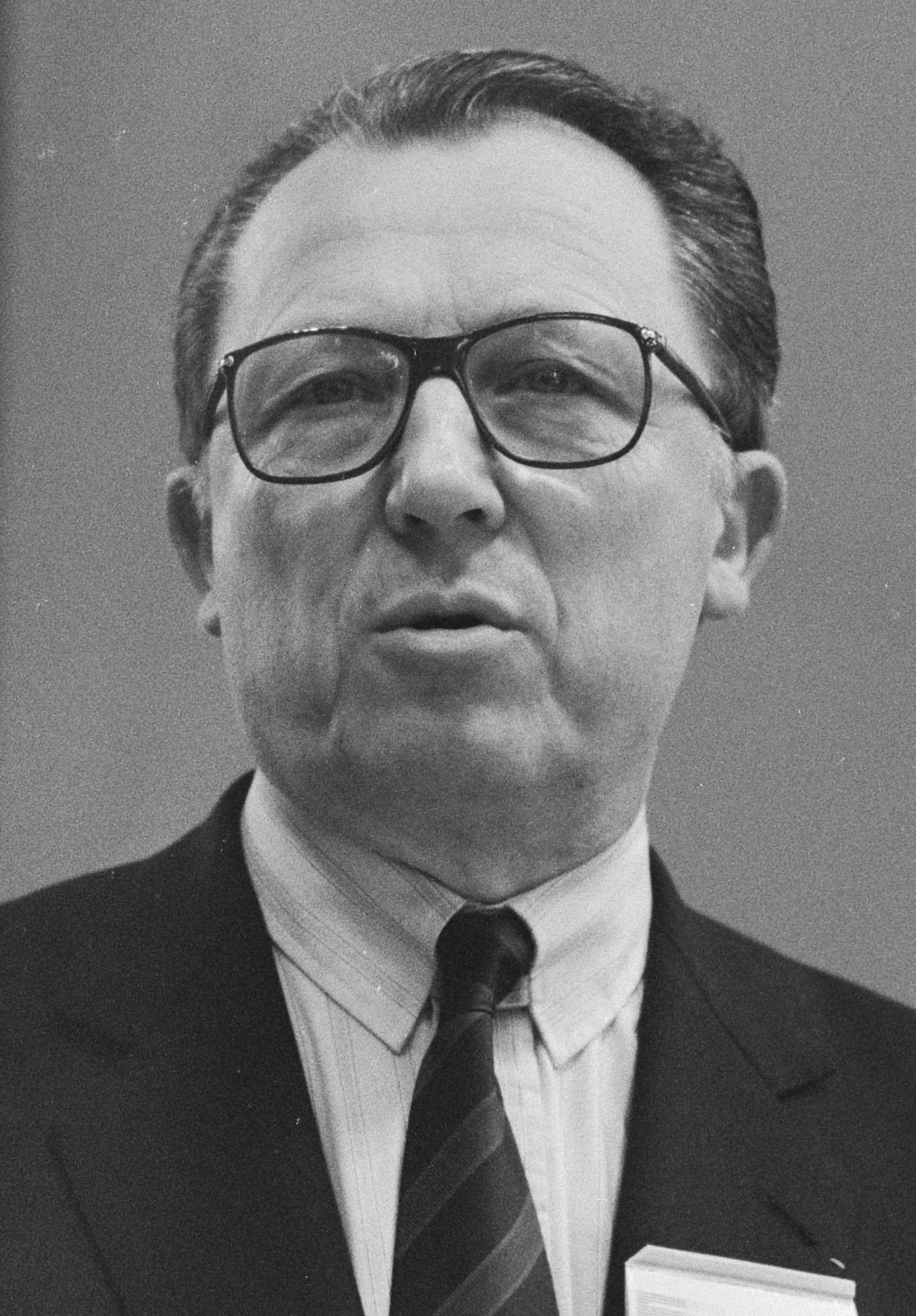
Jacques Delors, président de la Commission européenne, du 6 janvier 1985 au 22 janvier 1995.